# Ascogaster kotenkoi
Ascogaster kotenkoi är en stekelart som beskrevs av Vladimir Ivanovich Tobias 2000. Ascogaster kotenkoi ingår i släktet Ascogaster och familjen bracksteklar. Inga underarter finns listade.